# KS Polonia Warszawa
El KS Polonia Warszawa (Klub Sportowy Polonia Warszawa) és un club de futbol i basquetbol polonès de la ciutat de Varsòvia. A més, té seccions d'escacs, atletisme i natació. Actualment, el seu equip de futbol juga a la III divisió polonesa.

## Història

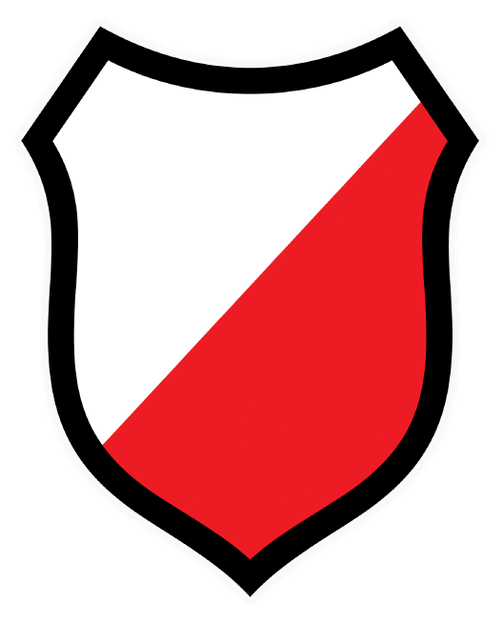
Antic escut.

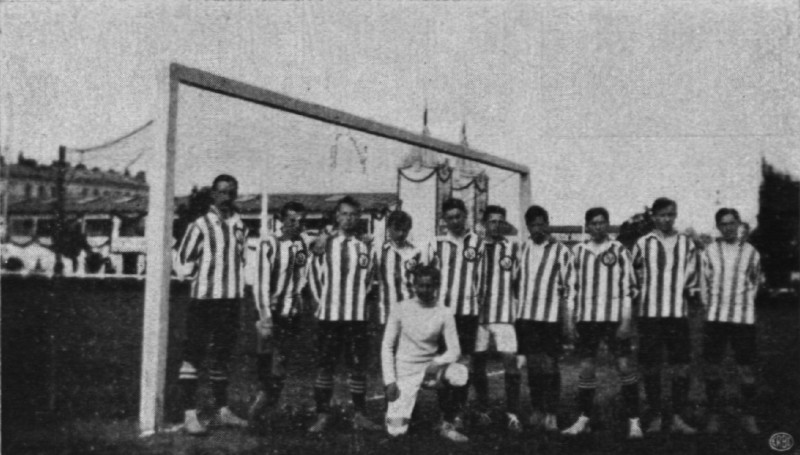
Equip el 1912.

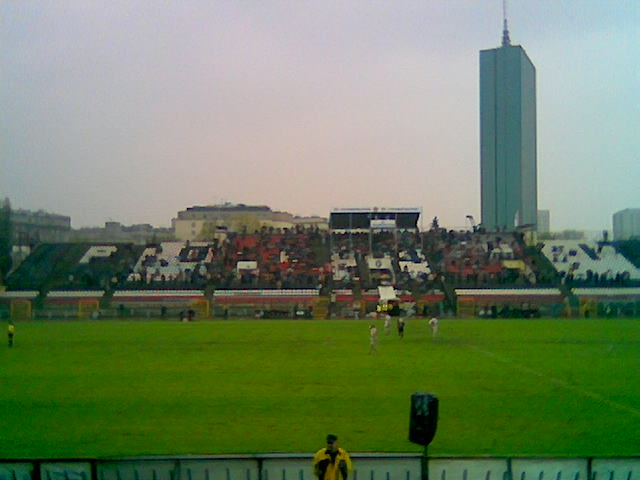
Estadi del Polonia Warszawa.

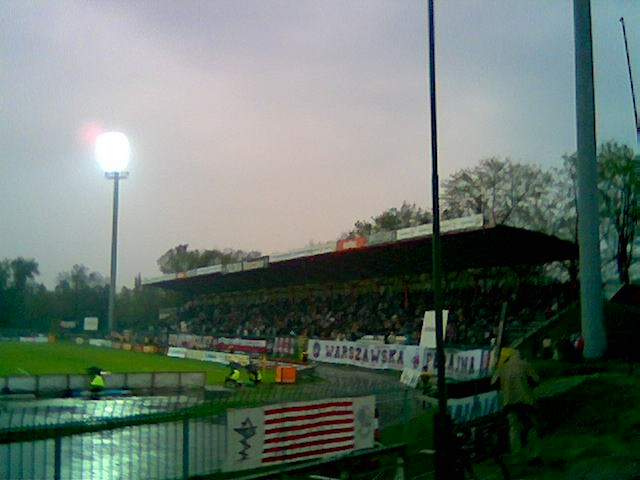
Estadi del Polonia Warszawa.

El Polonia Warszawa és un club esportiu de Varsòvia, fundat la tardor de l'any 1911 com a resultat de la unió de diversos clubs escolars. El nom del club prové de la forma llatina del nom del país, Polònia, comúnment empreada per parlar de les comunitats poloneses de fora el país. En aquell temps, Varsòvia estava sota el domini rus, i el nom era un homenatge a la pàtria perduda. A més, els colors del club, vermell, blanc i negre, fan referència al color de la bandera polonesa i al sentiment de tristesa per l'ocupació russa i la divisió del país. El seu fundador va ser el capità Wacław Denhoff-Czarnocki.
Els inicis
El primer partit entre el Polonia Warszawa i el Legia Warszawa, els principals rivals de la capital polonesa, va ser el 29 d'abril de 1977, amb resultat d'empat a u.
En el primer campionat de la lliga polonesa, 1921, el Polonia va quedar en segona posició.
El període comunista
En el 1946, el Polonia va guanyar la seva primera lliga. Era el primer campionat després de la Segona Guerra Mundial i es va desenvolupar enmig de les ruïnes. El partit final es va disputar a l'estadi "Wojska Polskiego", seu de l'equip rival, el Legia Warszawa, atès que el seu camp estava totalment destruït. El Polonia va guanyar la final a l'AKS Chorzów.
Durant el període estalinista, el govern comunista va intentar eliminar qualsevol vincle amb els anys anteriors a la guerra. Cada equip va ser vinculat a un patrocinador com l'exèrcit, la indústria minera, etc. En el cas del Polonia, es va lligar el club amb la Companyia Nacional de Ferrocarril, companyia amb molt poc potencial per beneficiar l'equip. Aquest fet, junt amb la mala gestió dels directius, van portar el Polonia a la segona divisió polonesa.
Eren anys de forta immigració a Varsòvia, amb gent procedent d'altres regions amb pocs vincles amb la capital, i que majoritàriament van donar suport a l'equip rival, el Legia, present a la primera divisió i patrocinat per l'Exèrcit.
Retorn a l'Ekstraklasa
La temporada 1992/93, el Polonia va tornar a la primera divisió polonesa, després de més de 40 anys a la segona i tercera divisió. Només va estar un any i va tornar a baixar a la Segona Divisió. Això no obstant, a la temporada 1995/96 va tornar a pujar a la primera divisió, donant inici al període més exitòs del Polonia. A la temporada 1999/2000 varen aconseguir el segon títol de lliga de la seva història, a més de la Copa de la Lliga i la Supercopa. A la següent temporada 2000/2001 varen guanyar la Copa de Polonia.
L'etapa J.W. Construction
L'any 2006 es va produir un canvi en la propietat del club. El seu propietari, Jan Raniecki vamorir en el març, i la seva família va vendre el club a J.W. Construction, una de les constructores immobiliàries més importants de Polònia. Pocs mesos després, el Polonia va baixar a la segona divisió. En els dos anys següents, quasi es va complir l'objectiu de tornar a l'Ekstraklasa, però després d'aquestes decepcions, el propietari del club, Józef Wojciechowski, va decidir fusionar el club amb el Dyskobolia Grodzisk Wielkopolski, que jugava a la
Ekstraklasa, assumint tots els jugadors i el seu lloc a la categoria més alta de Polonia.
En la seva primera temporada, la 2008-09, el Polonia va assolir el quart lloc, i es va classificar per a la primera ronda de la UEFA Europa League, on va quedar eliminat a la tercera ronda.
Fou entrenador del club l'exjugador del FC Barcelona, Jose Mari Bakero.

## Evolució del nom
- 1911: KKS Polonia Warszawa
- 1948: KS Kolejarz Warszawa
- 1956: KKS Polonia Warszawa
- 1995: Klub Piłkarski Polonia Warszawa Sportowa Spółka Akcyjna
- 2004: Klub Sportowy Piłkarski Polonia Warszawa Sportowa Spółka Akcyjna
- 2008: KSP Polonia Warszawa Sportowa Spółka Akcyjna
- 2005: Miejski Klub Sportowy Polonia Warszawa
- 2015: Polonia Warszawa Spółka Akcyjna

## Palmarès
- Lliga polonesa de futbol:[1]
  - 1946, 2000
- Copa polonesa de futbol:[2]
  - 1952, 2001
- Supercopa polonesa de futbol:
  - 2000
- Copa de la Lliga polonesa de futbol:[3]
  - 2000

## Jugadors destacats

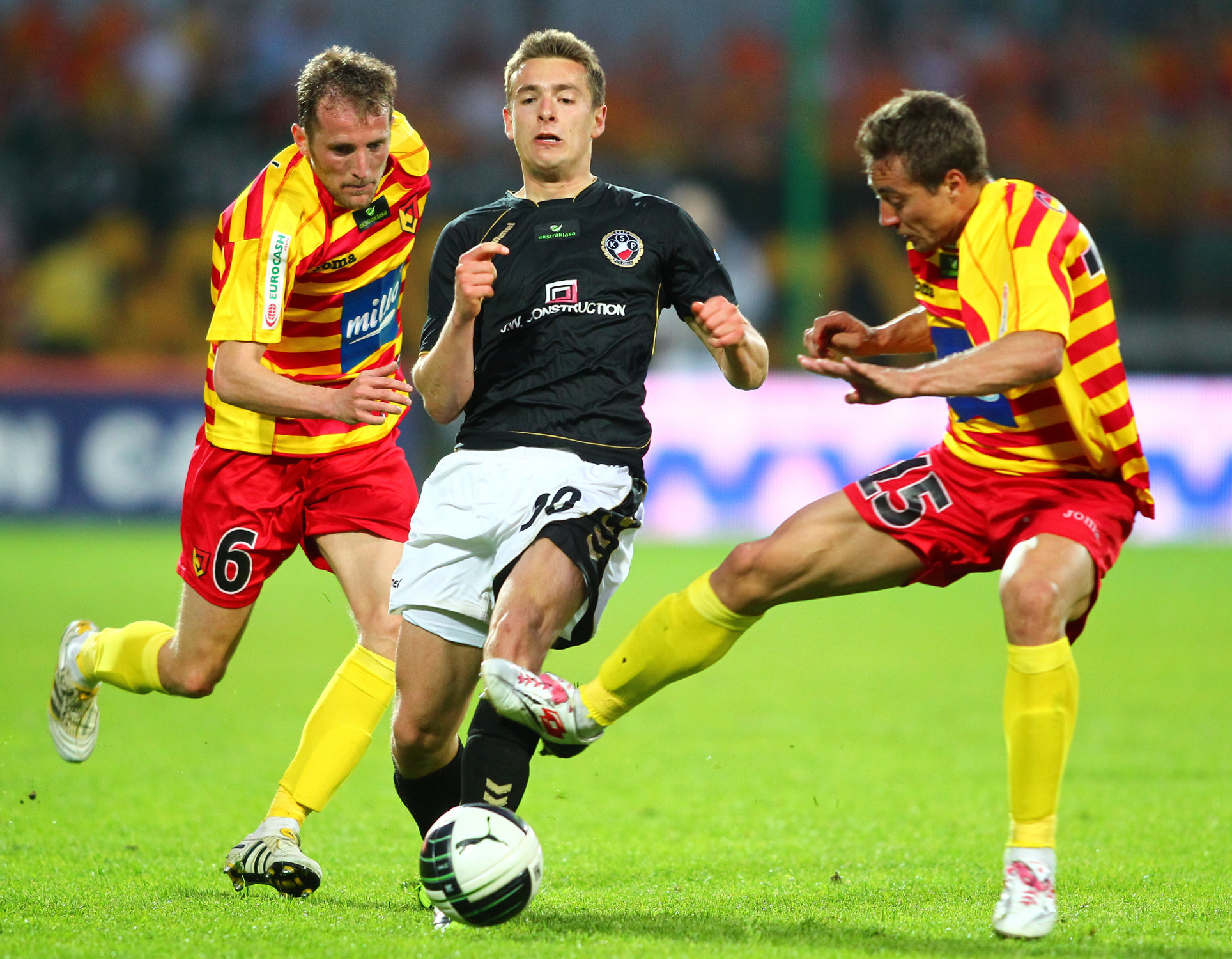
Polonia Warszawa - Jagiellonia Białystok

- Arkadiusz Bąk
- Marek Citko
- Dariusz Dźwigała
- Zdzisław Gierwatowski
- Michał Gliwa
- Tomasz Jodłowiec
- Grzegorz Lewandowski
- Antoni Łukasiewicz
- Andreu Guerao Mayoral
- Emmanuel Olisadebe
- Marcelo Sarvas
- Euzebiusz Smolarek
- Władysław Szczepaniak
- Marcin Żewłakow
- Michał Żewłakow

## Aficionats
El Polònia Varsòvia està molt vinculat a la història del seu país, i els seus aficionats destaquen per conservar aquesta tradició històrica del club. Tot i que durant el règim comunista es donava suport especialment a l'altre equip de la ciutat, el Lègia Varsòvia, pels seus vincles amb l'exèrcit, els aficionats polonistes van saber conservar l'esperit patriòtic del seu equip durant els llargs anys de govern comunista. Actualment, és un dels clubs polonesos amb més diverstat de pensament que es pot trobar entre els seus aficionats, a causa de l'escàs interés per mesclar ideologies polítiques amb l'esport.
Són nombrosos els diferents grups d'aficionats que hi ha, destacant "Duma Stolicy", "Warszawska Ferajna, "Czarne Koszule, "Polonia Warszawa", "Konwiktorska 6", "Młode Pokolenia" y "K6 on Tour". Els aficionats polonistes mantenen una gran relació amb els aficionats del Cracòvia Kraków, la més antiga del futbol polonès, i també amb els aficionats del Sandecja Nowy Sacz i del Ligallo Fondo Norte del Real Saragossa.

## Basquetbol
La secció de basquetbol del Polonia va ser fundada el 1911 (mateix any que el futbol) i ha estat campió polonès de bàsquet:
- Lliga polonesa de bàsquet: 1959